# Rue de l'Annonciade
La rue de l'Annonciade est une voie du quartier des pentes de la Croix-Rousse dans le 1er arrondissement de Lyon, en France.

## Situation et accès
La rue commence place Rouville et se termine montée des Carmélites en face de la rue Burdeau. La circulation se fait dans les deux sens avec un stationnement des deux côtés sauf pour la partie proche de la montée des carmélites. Les lignes  C13 C18 passent par cette voie mais il n'y a pas d'arrêt de bus sur cette rue.

## Origine du nom
La rue doit son nom à l'ordre de la Très-Sainte-Annonciation appelées Annonciades célestes du fait de leur habit bleu.

## Historique
En 1624, les religieuses Annonciades de Pontalier font une fondation à Lyon et s'installent dans une vaste propriété  située au-dessous de celle des carmélites. Le monastère est supprimé à la révolution française. En 1808, les sœurs de Saint Charles de Lyon récupèrent le monastère et en font leur maison-mère.
La rue est ouverte en 1825 dans l'ancien terrain du monastère des religieuses de l'Annonciade. La rue reçoit le nom d'Annonciade par décision du conseil municipal du 18 juin 1829. Le nom de Gabriel Rambaud lui est attribué par le conseil municipal du 28 mai 1934 mais cette décision est annulée par une autre délibération du 22 octobre de la même année, la rue a donc conservé son nom.